# Emmanuel Trégoat
Emmanuel Trégoat (Francia, 26 settembre 1962) è un allenatore di calcio francese.